# Ashiko (trumma)

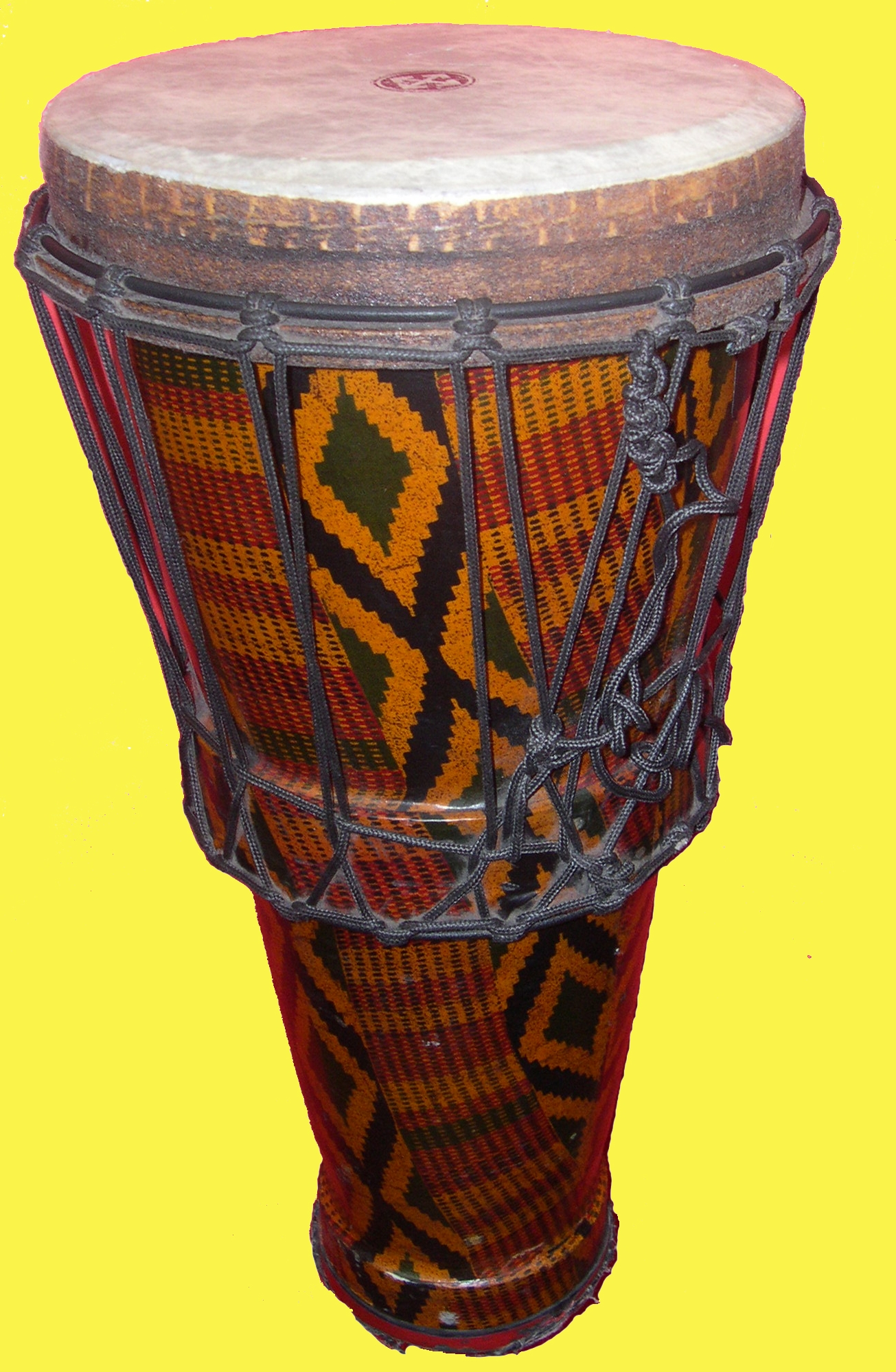
Ashiko

Ashiko är en konformad trumma med afrikanskt ursprung. Man trummar på den med händerna, utan trumpinnar. På östra Kuba kallas trumman boku.